# Slitz
Slitz var en månatlig tidskrift som gavs ut i Sverige. Tidskriften startades som en musiktidning 1985 då tidningarna Schlager och Ritz slogs ihop men blev på 1990-talet en herrtidning med en lättklädd kändiskvinna som omslagsbild och tillhörande utvikningsreportage, tillsammans med material om bland annat mode och sport. Hösten 2012 började tidningen istället ha påklädda kända män på omslagen. Sista numret gavs ut den 18 december 2012 och det sista omslaget pryddes av Marcus Birro.

## Historia
Slitz startades hösten 1985, då musiktidningarna Schlager och Ritz slogs ihop. Tidningens första chefredaktör var Lars Nylin som tidigare skrivit för Schlager. Under det sena 1980-talet skrev många av Sveriges ledande rock- och underhållningsjournalister i tidskriften, till exempel Jan Gradvall, Mats Olsson och Martin Theander. Från omkring 1989 ökade den kvot av materialet som inte handlade om musik. År 1991 kom Mats Drougge in som delägare och chefredaktör och återinförde skivrecensionerna som tagits bort året innan och skruvade formatet mot musik, film och underhållning. År 1996 relanserade Drougge tidningen och den blev ett livsstilsmagasin för män, av samma typ som Café. Tidningen hade nakenbilder med fotomodeller som Victoria Silvstedt och Hanna Graaf. Förändringen kom att bli en upplagemässig framgång och Slitz var under en tid den största tidningen i Norden i sin genre. Den utgavs under en period även i Norge, Danmark och Finland. Mats Drougge ledde sedan tidningen, som ägare och chefredaktör, fram tills den lades ner. Efter 2010 sjönk upplagan – från 2011 till 2012 gick den ner med 16 procent till 72 000 – och i december 2012 beslutades att Slitz skulle läggas ner.

## Innehåll
Från 1996 fokuserade tidskriften på reportage, intervjuer och utvikningar riktade till män. Man rapporterade bland annat om teknik, motor och underhållning. Ett stort antal modeller och kändiskvinnor har under årens lopp medverkat i Slitz. Bland dem kan nämnas Victoria Silvstedt, glamourmodeller som Hanna Graaf och Elin Grindemyr, dokusåpadeltagare som Linda Rosing samt artister och andra kändisar som fotbollsstjärnan Josefine Öqvist. I juni 2006 blev meteorologen Tone Bekkestad avstängd från sitt arbete som väderpresentatör på TV4 på grund av att hon medverkade på en bild i tidningen. Hösten 2012 flyttade man fokus genom att bland annat sluta ha lättklädda kända kvinnor på omslaget, och istället ha påklädda kända män.

## Konkurrenter
Tidningen Café fungerade länge som Slitz huvudkonkurrent.[när?] Under 2000-talet fick Slitz även konkurrens av Moore Magazine och den svenska utgåvan av FHM, som dock lades ner i oktober 2007. Moore lades ned 2011.

## Medarbetare
Slitz fungerade som en plantskola för manliga skribenter och publicister under Mats Drougges ledning. Här har många namnkunniga personer i tidskriftsbranschen startat sin yrkesbana, som Jens Stenberg (chefredaktör på Café), Per Nilsson (chefredaktör på King), Bingo Rimér (fotograf och chefredaktör på Moore), Tobias Wickström (chefredaktör på FHM), Robert Laul (sportreporter på Aftonbladet), Niklas Natt och Dag (frilansskribent) och Peter Smirnakos (chefredaktör på Icon).